# Tuần lễ Vàng (năm 1945)
Tuần Lễ Vàng (năm 1945) là sự kiện bắt đầu từ ngày 04 tháng 09 năm 1945 khuyến khích người dân đóng góp ngân sách quốc gia do chủ tịch Hồ Chí Minh phát động nhằm tháo gỡ sự khó khăn về mặt tài chính của đất nước Việt Nam Dân chủ Cộng hòa. Tuần lễ Vàng nhận được sự hưởng ứng nhiệt liệt của đông đảo tầng lớp nhân dân, trong đó, thương nhân và tư sản đóng vai trò chủ chốt.

## Kết quả
Trong sự kiện Tuần Lễ Vàng, nhà nước Việt Nam Dân chủ Cộng hòa đã được nhân dân quyên góp tổng cộng 20 triệu đồng Đông Dương và 370 kilôgam vàng.